# Pattara Piyapatrakitti
Pattara Piyapatrakitti (en tailandés: ภัทร ปิยภัทร์กิติ, provincia de Sa Kaeo, Tailandia, 11 de junio de 1980) es un exfutbolista de Tailandia que jugaba en la posición de guardameta.

## Carrera

### Club
| Periodo   | Club                                   | Apariciones | Goles |
| --------- | -------------------------------------- | ----------- | ----- |
| 1998–2005 | Krung Thai Bank FC                     | 98          | 0     |
| 2006      | Tiền Giang FC                          | 7           | 0     |
| 2007      | RBAC FC                                | 11          | 0     |
| 2008      | Buriram PEA                            | 6           | 0     |
| 2009–2010 | Thai Port FC                           | 23          | 0     |
| 2011–2014 | Police United FC                       | 42          | 0     |
| 2015–2016 | Muangthong United                      | 0           | 0     |
| 2015–2016 | → Pattaya United (cedido)              | 34          | 0     |
| 2016      | → Super Power Samut Prakan FC (cedido) | 10          | 0     |
| 2017      | Chiangrai United                       | 22          | 0     |
| 2017–2019 | PTT Rayong                             | 29          | 0     |

### Selección nacional
Jugó para Tailandia en 3 ocasiones de 2000 a 2004 y participó en la Copa Asiática 2004.

## Logros

### Club
- Thai Premier League: 2002-03, 2003-04, 2008
- Thai FA Cup: 2009, 2017
- Thai League Cup: 2010

### Selección nacional
- Sea Games: 2001, 2003